# Heinrich Behr (Schauspieler, 1821)
Heinrich Behr (* 2. Juni 1821 in Rostock; † 13. März 1897 in Leipzig) war ein deutscher Theaterschauspieler, Sänger (Bass), Theaterregisseur und -intendant.

## Leben
Behr sollte eigentlich Bildhauer werden, nahm jedoch Unterricht bei Eduard Mantius und dramatische Stunden bei Emil Franz. Er begann seine Laufbahn 1843 am Hoftheater in Berlin, wo er auf Empfehlung Giacomo Meyerbeers und Felix Mendelssohn Bartholdys engagiert wurde. 1846 kam er nach Leipzig, woselbst er bis 1858 als Sänger und Darsteller tätig war. Dann wirkte er als Direktor in Rostock, Bremen, Mainz, Köln, Rotterdam, Leipzig (dort war er zehn Jahre Direktionsmitglied des Konservatoriums) und am Viktoriatheater in Berlin und Köln, worauf er sich vollständig ins Privatleben zurückzog. Er war Mitglied der Berliner Freimaurerloge Zum Goldenen Pflug.
Als Sänger war er ein beliebter Bass-Buffo und Bassbariton und als Schauspieler hervorragend in Charakterrollen.
Durch seine Heirat mit Ottilie Benedix wurde er der Schwager von Hugo Benedix.